# Ninja Gaiden 4
Ninja Gaiden 4 é um futuro jogo de ação e aventura desenvolvido em conjunto pela Team Ninja e PlatinumGames e publicado pela Xbox Game Studios. É o primeiro título principal da série Ninja Gaiden da Koei Tecmo em mais de 13 anos, e a sequência direta de Ninja Gaiden 3 (2012). O jogo segue principalmente um novo personagem chamado Yakumo, embora o protagonista da série Ryu Hayabusa também seja jogável e tenha um papel significativo na história. Ninja Gaiden 4 está previsto para ser lançado mundialmente em 21 de outubro para Microsoft Windows, Xbox Series X/S e PlayStation 5.

## Visão geral
Ninja Gaiden 4 acontece uma "quantidade significativa de tempo" após ninja gaiden 3 em uma Tóquio de um futuro próximo, que foi mergulhada no caos pelo retorno do dragão negro, uma entidade malévola por trás da lâmina do dragão negro de Ninja Gaiden (2004), e principal antagonista de Ninja Gaiden: Dragon Sword (2008). Sob a influência do submundo, a cidade assume uma estética chuvosa de cyberpunk. De acordo com o diretor, essas condições perturbadoras aumentam os temas centrais do jogo e o conceito-chave de "adversidade".
Um novo protagonista, o jovem ninja Yakumo, foi introduzido para tornar o jogo mais acessível a novos jogadores. Ele luta usando "Bloodraven Form", uma técnica que manipula seu sangue e o sangue dos inimigos para criar armas poderosas que derrubam muitos inimigos de uma vez. O veterano Ryu Hayabusa serve como um "grande desafio e marco de crescimento" para Yakumo, ao mesmo tempo em que é jogável ao longo da história, utilizando movimentos e ferramentas semelhantes às suas aparições anteriores. Além disso, alguns dos movimentos característicos da série, como Izuna Drop e Flying Swallow, estão disponíveis para ambos os personagens.

## Desenvolvimento
O desenvolvedor da série, Team Ninja, queria trazer Ninja Gaiden de volta em meio à crescente lacuna desde a última parcela da linha principal e aos pedidos dos fãs. Como resultado de um relacionamento próximo entre o presidente da Koei Tecmo, Hisashi Koinuma, e o CEO da PlatinumGames, Atsushi Inaba, as duas empresas começaram a explorar possibilidades de colaboração. Com o apoio de Phil Spencer, CEO da Microsoft Gaming, eles começaram a trabalhar em um novo título Ninja Gaiden.
O jogo foi produzido pelo chefe da Team Ninja e codiretor de Ninja Gaiden 3, Fumihiko Yasuda, e Yuji Nakao da PlatinumGames. Nakao também dirigiu o título junto com Masakazu Hirayama da Team Ninja. Xbox Game Studios entrou em uma parceria com a Koei Tecmo, a proprietária da Ninja Gaiden IP, para publicar o jogo em todo o mundo. A empresa lançou anteriormente Ninja Gaiden II (2008) para Xbox 360 e trabalhou com a PlatinumGames no cancelado RPG de ação Scalebound.

## Lançamento
Ninja Gaiden 4 foi anunciado junto com Ninja Gaiden 2 Black, uma remasterização de Ninja Gaiden II, durante a apresentação de vídeo do Xbox Developer Direct em 23 de janeiro de 2025. O lançamento está previsto para 21 de outubro de 2025 para Microsoft Windows, Xbox Series X/S e PlayStation 5 e será incluído na assinatura do Xbox Game Pass desde o primeiro dia.

## Ligações Externas
- Sítio oficial